# Blanfordimys bucharicus
Blanfordimys bucharicus är en däggdjursart som först beskrevs av Boris Stepanovich Vinogradov 1930.  Blanfordimys bucharicus ingår i släktet Blanfordimys och familjen hamsterartade gnagare. Inga underarter finns listade.
Arten listas i nyare verk i släktet åkersorkar.

## Utseende
Individerna blir upp till 127 mm långa (huvud och bål), har en upp till 34 mm lång svans och den maximala vikten är 53 g. Huvudet och bålen ovansidan är täckta av grå päls och på undersidan förekommer vitaktig päls. Även vid svansen är undersidan otydlig ljusare. Skillnaden mot andra åkersorkar består i avvikande detaljer av tänderna.

## Utbredning
Denna gnagare förekommer i norra Afghanistan, östra Uzbekistan och i Tadzjikistan. I bergstrakter når arten 3000 meter över havet. Habitatet utgörs av gräsmarker med mjuk jord.

## Ekologi
Individerna är aktiva på dagen och bildar kolonier i komplexa tunnelsystem. Honor kan para sig hela året med undantag av 2-3 heta månader under sommaren.
Arten äter främst gröna växtdelar och frön. Den kan vara aktiv under alla dagtider. Boets centrala rum ligger 25 till 90 cm under markytan. Några gångar ligger tät under markytan och andra 25 till 45 cm djup. Under gynnsamma förhållanden kan det finnas 20 000 ingångar per hektar. Fortplantningen sker mellan januari och maj. Honor kan ha två kullar per år med 3 till 6 ungar per kull.